# Ce coquin d'Anatole
Pour plus de détails, voir Fiche technique et Distribution.
Ce coquin d'Anatole est un film français réalisé par Émile Couzinet, sorti en 1951.

## Synopsis
Anatole, les narines frémissantes et les lèvres gourmandes, est le commis dégourdi de Mme Paufilat, bouchère. Il lui prend fantaisie de prendre l'identité du fils Paufilat, Paul. Il doit alors subir les assauts de la tumultueuse Germaine, émoustillé par l'argent de Paul Paufilat.

## Fiche technique
- Titre : Ce coquin d'Anatole
- Réalisation : Émile Couzinet, assisté de André Sarthou
- Scénario : Émile Couzinet d'après la pièce La Grande Vie d'Yves Mirande
- Décors : René Renneteau
- Photographie : Pierre Dolley
- Montage :  Henriette Wurtzer
- Son : Jacques Lefevre
- Musique : Vincent Scotto
- Producteur : Émile Couzinet
- Directeur de production : 	Jean Cavaillès
- Société de production : Burgus Films (Bordeaux)
- Société de distribution : Societé d'Edition et de Location de Films
- Pays d'origine :  France
- Format : Noir et blanc - 1,37:1 - 35 mm - Son mono
- Genre : Comédie
- Date de sortie : 
  - France - 26 décembre 1951 au Festival de Cannes

Sources : Bifi et IMDb

## Distribution
- Frédéric Duvallès : Me Bonneteau, huissier de justice
- Armand Bernard : Maître Tedet, notaire
- Irène de Trébert : Hélène de Bellefeuille
- Daniel Sorano : Anatole, le garçon boucher
- Jean Tissier : Lucien
- Jacques Torrens : Paul Paufilat
- Claire Maurier : Germaine de la Boétie
- Anny Flore : La chanteuse
- Georgette Tissier : Une vendeuse
- Milly Mathis : Mme Paufilat
- Huguette Palot : Simone, la bonne d'Hélène
- Laban : le beau-frère
- Janine Ribot : La fille du notaire
- Gaston Modot
- Robert Seller
- Madeleine Darnys
- Jacotte Maurey
- Gloria Vélasquez
- Sidoux
- Charles Richard
- Charles Le Blond
- Nicole Landry

## Autour du film
Le tournage qui a eu lieu à Bordeaux en Gironde, a commencé le 4 mai 1951 et s'est terminé le 11 juin 1951 (source Bifi).